# Al Ferrari
Albert R. Ferrari, detto Al (New York, 6 luglio 1933 – St. Louis, 2 maggio 2016), è stato un cestista statunitense, professionista nella NBA.

## Carriera
Venne selezionato dai Milwaukee Hawks al terzo giro del Draft NBA 1955 (15ª scelta assoluta).